# Sečovce
Sečovce (węg. Gálszécs) – miasto na Słowacji w kraju koszyckim, powiecie Trebišov, liczy 8316 mieszkańców (2013).
Wzmiankowane po raz pierwszy w 1255. W 1402 opisywane jako miasto. Największy rozwój od XVIII wieku, kiedy funkcjonowały w nim liczne cechy rzemieślnicze, o czym świadczą ówczesne nazwy ulic. W II połowie XIX wieku rozwój miasta blokuje najpierw epidemia cholery, a później wielki pożar w 1895.
Według spisu z 1910 mieszkało w nim 1442 Węgrów, 1416 Słowaków i 288 Niemców.
Od 1920 znalazło się w granicach Czechosłowacji. Obecnie 96% stanowią ludności stanowią Słowacy.

## Położenie
Miasto Sečovce leży we wschodniej Słowacji w kraju koszyckim. Miejscowość znajduje się 19 kilometrów od granicy z Węgrami i ok. 340 km od stolicy, Bratysławy.

## Historyczne nazwy
- 1245 – Zeech – Pierwotna słowiańska forma, wymawiane jako Seč (XII w.)
- 1435 – Sečovci
- 1528 – Galäcä
- 1773 – Gálszécs (Szecžowcze)
- 1786 – Gálszécsch (Szečowcze)
- 1808 – Gál-Szécs (Sečowce)
- 1863 – Gálszécs
- od 1920 – Sečovce

## Demografia
Zgodnie ze spisem ludności z dnia 31 grudnia 2009 miasto zamieszkiwało 8271 mieszkańców, z czego 48,98% mężczyzn i 51,02% kobiet. 31 grudnia 2016 w mieście mieszkało 8419 osób.
| Rok  | Ludność |
| ---- | ------- |
| 1869 | 4282    |
| 1880 | 4014    |
| 1900 | 3933    |
| 1910 | 3284    |
| 1970 | 5766    |
| 1980 | 6145    |

| Rok  | Ludność |
| ---- | ------- |
| 1991 | 6705    |
| 2001 | 7819    |
| 2006 | 8000    |
| 2009 | 8271    |
| 2010 | 8125    |
| 2011 | 8236    |
| 2016 | 8419    |

### Skład etniczny
Prawie 96% mieszkańców stanowią Słowacy, na drugim miejscu znajdują się Romowie, ze względu na położenie blisko granic z innymi państwami miasto zamieszkuje niewielka liczba Węgrów, Ukraińców i Rusinów. Pod względem wyznaniowym prawie połowa mieszkańców jest wyznania rzymskokatolickiego (47%), dużą grupę stanowią wyznawcy Kościoła prawosławnego.
W roku 1940 miasto zamieszkiwało ponad 1300 Żydów, który zajmowali się rzemiosłem i handlem. W czasie I Republiki Słowackiej z miasta wywieziono ponad 90% miejscowych Żydów, ponad 1200 zginęło w obozach koncentracyjnych. Po II wojnie światowej do miasta wróciło tylko kilka rodzin.
Skład etniczny miasta z 2001 roku:
| Poz. | Narodowość | Udział |
| ---- | ---------- | ------ |
| 1.   | Słowacy    | 95,89% |
| 2.   | Romowie    | 2,17%  |
| 3.   | Czesi      | 0,47%  |

| Poz. | Narodowość | Udział |
| ---- | ---------- | ------ |
| 4.   | Węgrzy     | 0,22%  |
| 5.   | Ukraińcy   | 0,17%  |
| 6.   | Rusini     | 0,13%  |

Wyznanie według danych z 2001 roku:
| Poz. | Wyznanie         | Udział |
| ---- | ---------------- | ------ |
| 1.   | Rzymskokatolicki | 47,05% |
| 2.   | Bizantyjski      | 25,71% |
| 3.   | Bez wyznania     | 18,11% |
| 4.   | Niewierzący      | 4,09%  |

| Poz. | Wyznanie    | Udział |
| ---- | ----------- | ------ |
| 5.   | Ewangelicki | 1,89%  |
| 6.   | Prawosławny | 0,33%  |
| 7.   | Inne        | 0,03%  |

## Administracja
Władzę w mieście sprawuje burmistrz oraz rada miasta składająca się z 12 osób wybieranych w wyborach powszechnych.
| Poz. | Lata urzędowania | Imię i nazwisko    | Partia polityczna   |
| ---- | ---------------- | ------------------ | ------------------- |
| 1    | 1991 – 1994      | Vlastimil Ondrejka | VPN                 |
| 1    | 1995 – 1998      | Vlastimil Ondrejka | kandydat niezależny |
| 1    | 1999 – 2002      | Vlastimil Ondrejka | kandydat niezależny |
| 2    | 2003 – 2006      | Monika Bérešová    | ANO                 |
| 2    | 2007 – 2010      | Monika Bérešová    | kandydat niezależny |
| 3    | 2010 – 2014      | Jozef Gamrát       | kandydat niezależny |
| 3    | 2014 – 2018      | Jozef Gamrát       | kandydat niezależny |

## Kultura

### Zabytki

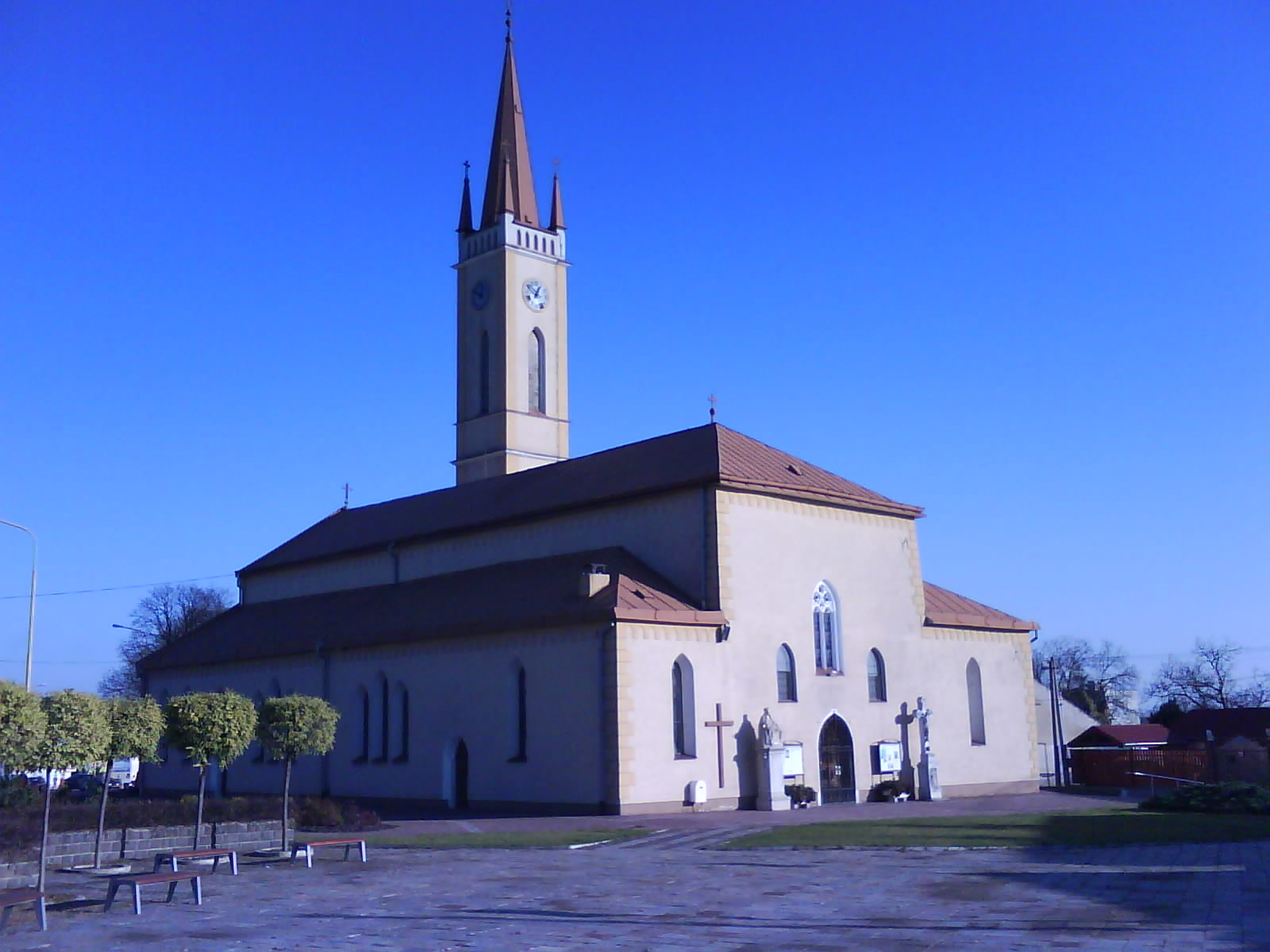
Kościół Wniebowzięcia NMP z 1494

- Gotycki kościół rzymskokatolicki Wniebowzięcia NMP z 1494
- Kościół greckokatolicki pw. św. Cyryla i Metodego z 1885, zniszczony w czasie II wojny światowej

### Pomniki

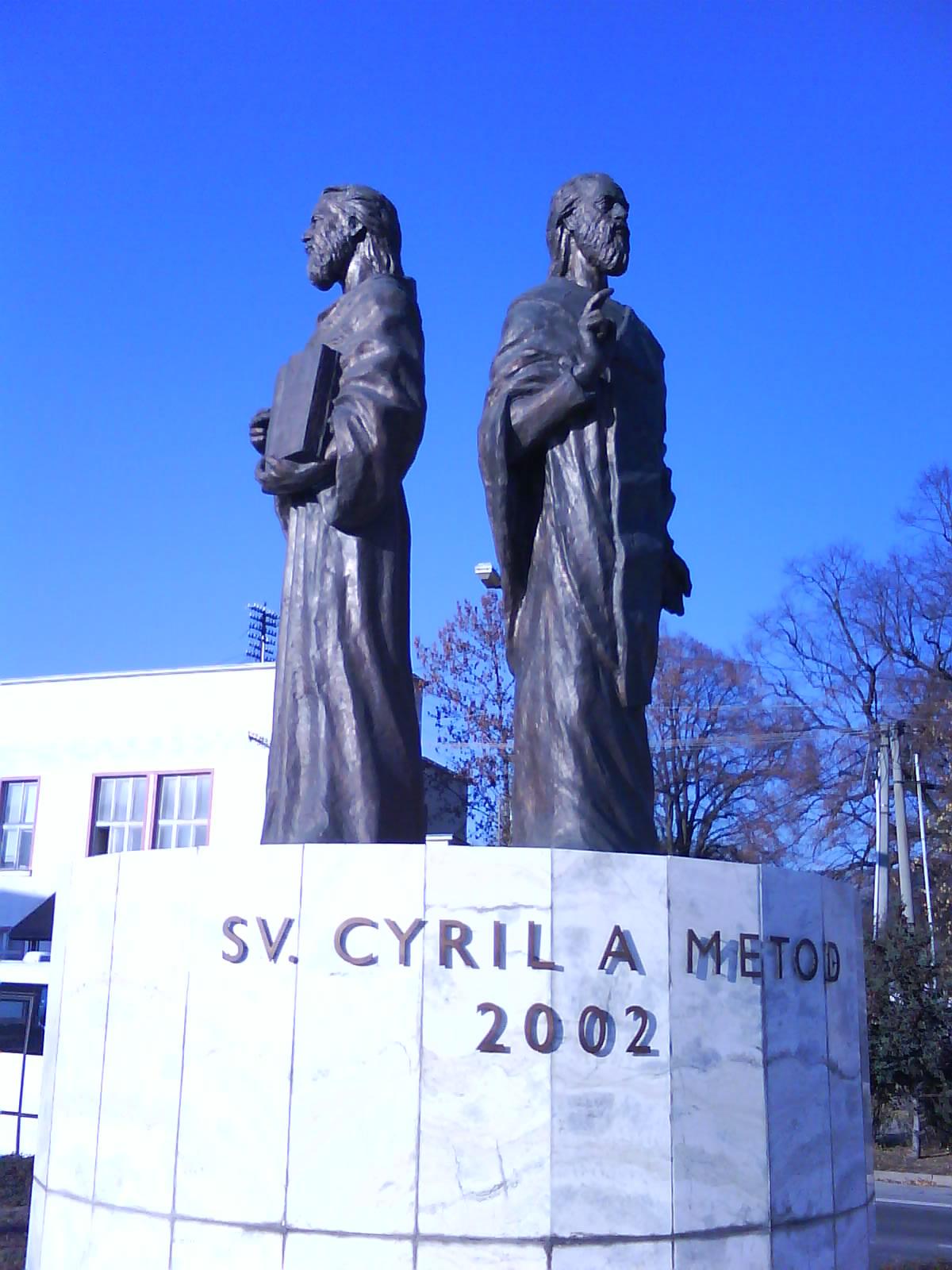
Pomnik Cyryla i Metodego

- Pomnik Armii Czerwonej upamiętniający wyzwolenie w 1945
- Pomnik Cyryla i Metodego
- Posąg „Pietà” przy kościele rzymskokatolickim

### Media
- Sečovská horyzont
- Sečovčan
- Sečovce Inak

### Sport
- FK Slavoj Sečovce – piłka nożna
- FK Roma Sečovce – piłka nożna
- ŠKP Sečovce – piłka ręczna
- VK Sečovce – piłka siatkowa
- TK „Senior” Sečovce – tenis

## Edukacja

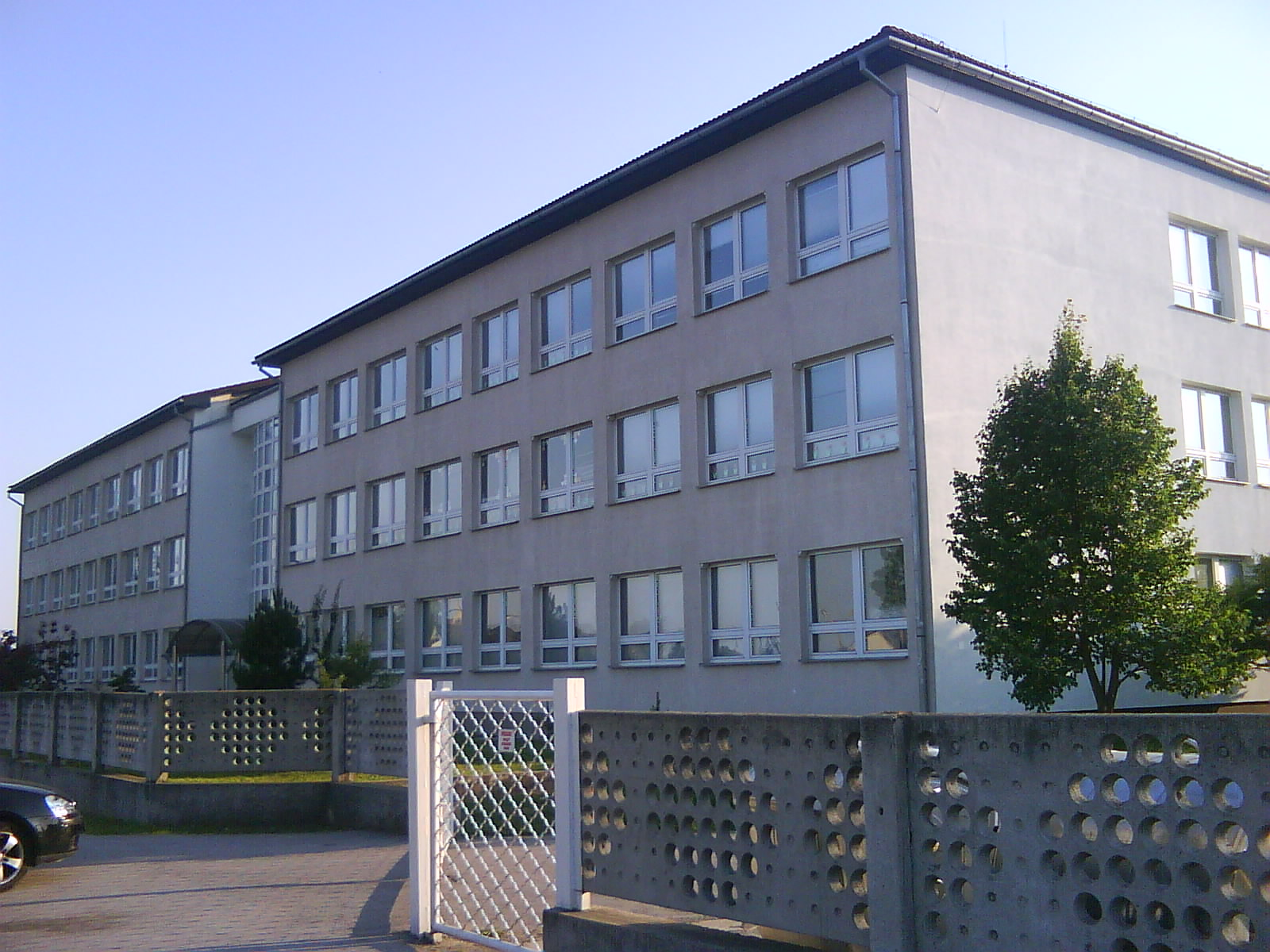
Spojená škola (gimnazjum)

W Sečovcach znajduje się kilka szkół o różnych poziomach.
Szkoły podstawowe:
- ZŠ Sečovce, Komenského 4
- Základná škola, Obchodná 5
- Cirkevná spojená škola
- Specjalna szkoła podstawowa (Špeciálná základná škola)

Gimnazjum:
- Spojená škola, Kollárova 17

Szkoła artystyczna:
- Szkoła sztuk pięknych (Základná umelecká škola)

## Znane osoby
- Štefan Sečovský (XVI w.) – pisarz religijny, reformator
- Ján Murín (1913–1990) – teolog
- František Patočka (1927–2002) – rzeźbiarz
- Ingrid Lukáčová (1969) – poetka
- Mikuláš Kasarda (1925–2013) – poeta
- Andrej Fáy (1786-1864) – pisarz, polityk, reformator szkolnictwa
- Štefan Korčmároš (1919-1985) – historyk, kronikarz
- Ingrid Timková (1967) – aktorka, reżyserka